# Jacaranda (roman)
Pour les articles homonymes, voir Jacaranda.
Jacaranda est le deuxième roman de Gaël Faye, paru le 14 août 2024 aux éditions Grasset, après Petit Pays publié avec le même éditeur huit ans plus tôt. Selon l'auteur, l’histoire de Jacaranda n'est pas une suite à son précédent roman mais une « pièce de puzzle » à ajouter comme un élargissement de la focale[pas clair]. Aucun de ces deux livres n'est autobiographique.

## Résumé
Le livre raconte la jeunesse de Milan, un métis franco-rwandais ayant grandi à Versailles dans les années 1990, qui entend parler, de loin du génocide qui se déroule dans le pays natal de sa mère en 1994, et s'interroge sur son histoire familiale. Confronté au refus de sa mère tutsi de partager avec lui cette histoire qu'elle refoule dans un passé révolu, il décide une fois adulte de parcourir ce pays où il multiplie les rencontres et les amitiés, pour comprendre comment un tel déchainement de violence a pu s'y dérouler, et comment la population vit avec ce souvenir. Ainsi, ce récit est à la fois celui d’une quête d’identité personnelle pendant plus de vingt ans et le constat d’une société malade d’un génocide, qui cherche des moyens pour guérir. Il interroge le rapport aux commémorations de la jeunesse rwandaise née après le génocide (70 % de la population rwandaise), montre la modernisation rapide de Kigali, et rappelle le rôle de justice transitionnelle des gacaca. L'intrigue se déroule dans les villes de Versailles, Kigali, Butare et Kibuye au bord du lac Kivu.

## Réception critique
Le livre reçoit un accueil très favorable en France comme au Rwanda. Le journal Ouest France décrit un texte « précis, parfaitement maîtrisé et touchant. », tandis que France Info le qualifie de « livre important, à ne pas manquer ».
Il se classe 5e des ventes en France en 2024 en termes de chiffre d'affaires (avec 7,1 M€) et 7e en nombre d'exemplaires (344 187).

## Récit et personnages
Le récit couvre l'année 1994 et démarre en 1998.
- Philippe et Venancia : Parents de Milan. Elle est taiseuse et n'évoque pas le Rwanda. Philippe refera sa vie avec une femme bien plus jeune. Ils sont en France lorsque le génocide se produit[9].

- Milan : Narrateur, fils d'une Rwandaise et d'un Français. Peu à l'aise au Rwanda et encore moins en France, où se trouvent ses parents. Il se rend au Rwanda pour faire son mémoir de Master à propos des tribunaux populaires nommés Gacaca; mais en réalité pour combler sa quête de vérité sur le Rwanda, le pays de sa mère, que cette dernière ne veut pas évoquer.

- Claude : Ses proches disparaissent lors du génocide. Il est adopté par Philippe et Venancia, mais il finit par retourner au Rwanda, où il essaie de se reconstruire, au besoin sous une fausse identité, au milieu du cercle des amis de Milan.

- Eusébie : Cruellement blessée et survivante du génocide, elle se reconstruit à coûts de formations, de travail acharné, mais aussi de période de chutes émotionnelles.

- Stella : Fille d'Eusébie. Elle aimait se réfugier en haut de son arbre, un Jacaranda qui se trouve sur la cour de la concession familiale. Elle est traumatisée après la disparition de son arbre, qui constituait pour elle tout un univers et son lien unique avec son pays[10].

## Distinctions
Un mois après sa sortie, ce livre est sélectionné pour le prix Goncourt, le prix Renaudot, et le prix Femina.
Le 4 novembre 2024, le roman remporte le prix Renaudot. Il était également dans le carré final du prix Goncourt.